# Galina Gorchakova
Galina Gorchakova (del ruso: Галина Горчакова) es una destacada soprano lírico spinto, nacida en el 1 de marzo de 1962 en Rusia.

## Comienzos
Gorchakova nació en Novokuznetsk en una familia de músicos. Se trasladó a Novosibirsk en Siberia con sus padres que eran cantantes en la ópera de allí. Fue en esa ciudad en donde asistió a la escuela de música, a la universidad y al Conservatorio en donde se graduó en 1988. Viviendo allí, tomó parte en una prueba en la compañía de ópera de Sverdlovsk y fue seleccionanda como soprano principal. Después de un tiempo, decidió cambiar de aires y participó en una audición en el Teatro Mariinsky de San Petersburgo. El director artístico Valery Gergiev la invitó a unirse a la compañía como artista invitada y cantó Il trovatore y Príncipe Igor.

## El ángel de fuego
Fue convocada para participar en la audición para el papel de Renata, en la obra de Prokófiev El ángel de fuego, para la que Sir Edward Downes estaba llevando a cabo las pruebas de selección de cantantes, para una producción conjunta de la ópera del Covent Garden y el teatro Mariinsky. Ella consiguió el papel, logrando así su primer rol importante, con el que debutó en 1991 en los Proms de Londres. También interpretó ese mismo papel el año siguiente en la Royal Opera House suponiéndole un gran triunfo. El éxito internacional con este mismo papel continuó en Milán, Nueva York y San Francisco. No fue sino hasta después de su reconocimiento internacional cuando se le ofreció un puesto permanente en el teatro Mariinsky.

## Repertorio
Galina Gorchakova ha interpretado gran cantidad de papeles de óperas rusas: Tatiana en Eugene Onegin, Lisa en La reina de espadas, Iolanta, Mazeppa, Ruslan y Lyudmila, La dama de Pskov y Fevroniya en La ciudad invisible de Kitezh.
La Gorchakova también ha cantado parte de su repertorio en italiano, Cio-Cio San en Madama Butterfly la ópera con al cual ella hizo su debut en el Metropolitan Opera House en 1995, Aida, Elisabeth de Valois en Don Carlo, las Leonoras en Il trovatore y La forza del destino, Tosca, y Norma.